# A Lenda dos Três Caballeros
A Lenda dos Três Caballeros (em inglês: Legend of the Three Caballeros) é uma websérie animada baseada no filme de 1944 da Disney, Você Já Foi à Bahia?, tendo como protagonistas, Pato Donald, Zé Carioca e Panchito Pistoles.

## Premissa
Quando Donald, o papagaio brasileiro José Carioca e o galo mexicano Panchito, herdam uma cabana deixada pelo avô de Donald, Cipriano Patus, no Novo Instituto Quackmore, acabam encontrando um livro mágico que, quando aberto, liberta Xandra, a deusa da aventura. Xandra explica que Donald, José e Panchito são descendentes de um trio de aventureiros conhecidos como Os Três Caballeros, que lutaram contra o malvado feiticeiro Felldrake e conseguiram prendê-lo em um cajado mágico.
Enquanto isso, o cajado que contêm o espírito de Felldrake foi encontrado por seu descendente, Barão Von Sheldgoose, o presidente corrupto do Novo instituto Quackmore, que está decidido a libertá-lo. Os novos Caballeros devem treinar para tornarem-se heróis e impedir essa catástrofe.

## Elenco
| Dublador (inglês)        | Personagem           |
| ------------------------ | -------------------- |
| Tony Anselmo             | Pato Donald          |
| Eric Bauza               | Zé Carioca           |
| Eric Bauza               | Tio Patinhas         |
| Jaime Camil              | Panchito             |
| Gray Griffin             | Xandra               |
| Tress MacNeille          | Margarida            |
| Jessica DiCicco          | Lalá                 |
| Jessica DiCicco          | Lelé                 |
| Jessica DiCicco          | Lili                 |
| Dee Bradley Baker        | Folião               |
| Dee Bradley Baker        | Leopoldo, o horrível |
| Wayne Knight             | Barão Von Sheldgoose |
| Kevin Michael Richardson | Felldrake Sheldgoose |
| Jim Cummings             | Urso Colimério       |

## Lançamento
A série foi lançada no aplicativo do Disneylife nas Filipinas em 9 de junho de 2018 e estreou no Disney Channel do Sudeste asiático em 1° de janeiro de 2019.

Nos EUA, foi lançado como parte do catálogo do Disney+. Em 25 de agosto de 2021, vai ser lançada na versão brasileira do Disney +.